# 中華人民共和國的水稻生產

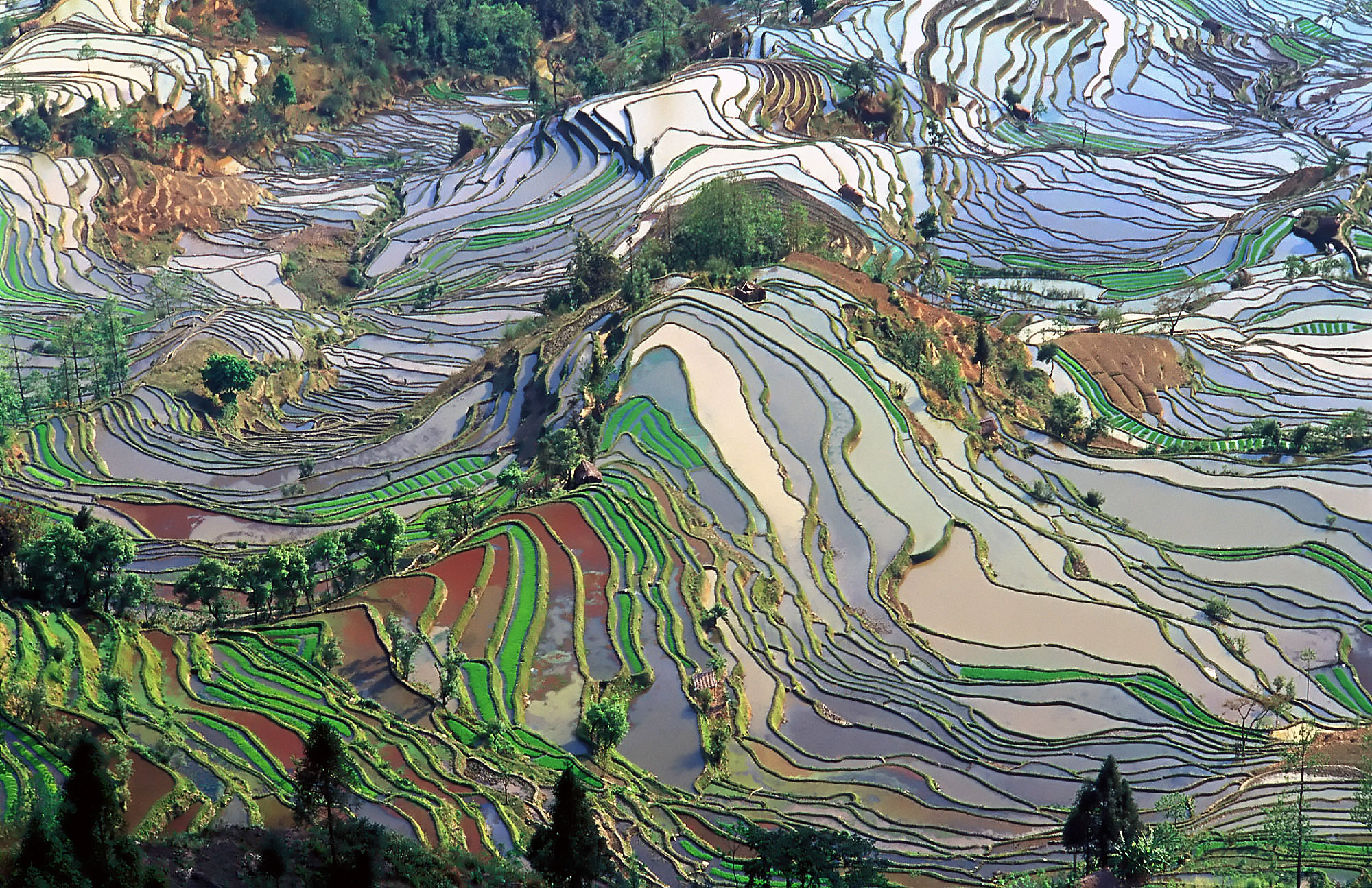
位於中國雲南省的大米梯田

中國作為全球最大的大米生產國，水稻在其糧食安全和經濟中扮演著重要角色。中國主要種植的稻米品種有籼稻和粳稻兩大亞種，近年來和經濟也積極發展雜交水稻的持續育種技術。
然而，中國的水稻生產與加工過程也面臨著氣候變化和人口問題帶來的挑戰，這些問題也帶來了食品安全的隱憂。例如，氣候變化導致的水資源短缺和氣溫升高，可能對水稻生長環境帶來負面影響，進而影響水稻產量和品質。此外，人口問題也可能影響水稻生產和加工的勞動力供應，進而影響整個產業的穩定性。
現時，中國的水稻生產和加工過程需要不斷創新和改進，以應對不斷變化的環境和市場需求，同時確保食品安全和糧食供應的穩定性。

## 水稻生產概述
水稻（學名：Oryza sativa L.）是全球超過一半人口的主食，特別是亞洲、拉丁美洲和部分非洲地區，其重要性不僅體現在飲食上，也深植於文化和經濟中，並對糧食安全產生關鍵影響。 全球90%的大米產量集中在亞洲，足以看出其在全球糧食供應中的核心地位。根據聯合國糧食及農業組織的數據，2020年全球大米產量高達5.09億噸，主要產國包括中國、印度、印度尼西亞、孟加拉、越南和泰國，其中中國和印度獨占鰲頭，佔全球總產量的50%以上。
水稻生產依賴於多種因素，包括氣候條件、水資源、土壤肥力和農業實踐。水稻主要分為籼稻和粳稻兩大類，籼稻在熱帶和亞熱帶地區種植，而粳稻主要在溫帶地區種植。水稻種植有不同的系統，當中包括灌溉低地、雨養低地和雨養高地，而其中灌溉低地系統產量最高。

## 在中國的生產
中國是世界上最大的大米生產國，約佔全球大米產量的27%。主要集中在南方地區，這些地區佔全國水稻種植面積的94%和產量的88%。與印度、泰國和巴基斯坦等主要出口國不同，中國的大米出口相對較少，主要滿足國內需求。中國主要採用灌溉低地系統，通過控制水資源管理來優化生長條件，如雜草控制和養分供應，這對於實現每單位面積的最高產量至關重要。然而，這一系統面臨著包括氣候變化、水資源短缺、勞動力短缺和環境問題在內的多重挑戰。

### 水稻生產技術和階段
中國的水稻生產技術涵蓋了從品種選擇到種植、生長、收穫、加工和分銷的全過程。主要的管理措施如施肥、病蟲害控制和灌溉對於實現最佳產量至關重要。水稻收穫後，經碾米轉化為可食用稻米，隨後進行包裝銷售。稻草和糠等副產品常被用作飼料： 
1. 種床準備：水稻生產始於種床準備，幼苗在種床上培育約20-40天後移植到主田。[12]
2. 移栽：在灌溉系統中，水稻移栽是關鍵階段，決定了植物的初始間距和排列。[7]
3. 水分管理：在生長期間保持適宜的水位（5-10厘米）對於灌溉低地系統尤為重要。[12]
4. 養分管理：根據具體的水稻生產系統和當地土壤條件進行有效的養分管理。[7]
5. 病蟲害管理：病蟲害管理對於防止重大損失至關重要，策略因當地病蟲害的具體情況而異。[13]
6. 收穫：水稻在穀粒成熟時收穫，收穫時機對於最大化產量和減少穀粒損失極為重要。[13]
7. 收穫後管理：收穫後，水稻經過乾燥、碾米和儲存等加工處理，以保持質量和減少損失。[13]

### 與全球生產的比較
與其他主要水稻生產國集中於一兩個系統不同，中國採用三大系統：北方的單季稻種植、中國中部的年稻-旱作輪作系統和南方的雙季稻種植。這種多樣化的方法得益於中國從溫帶到熱帶的廣泛氣候帶。  
此外，中國約50%的水稻田種植的是自20世紀60年代以來通過國家支持的育種計劃開發的雜交水稻品種。這些雜交品種顯示出“雜交優勢”，產量比純種品種高30%，顯著提高了中國的水稻自給自足能力。  
為應對勞動力短缺和經濟轉型，中國從手工移栽和直接播種轉向機械化移栽。從2000年到2009年，中國使用直接播種的面積從2%增加到約11%，機械移栽從2%增加到約13%。此外，中國80%以上的水稻種植現在使用聯合收割機進行收割。

### 消費模式

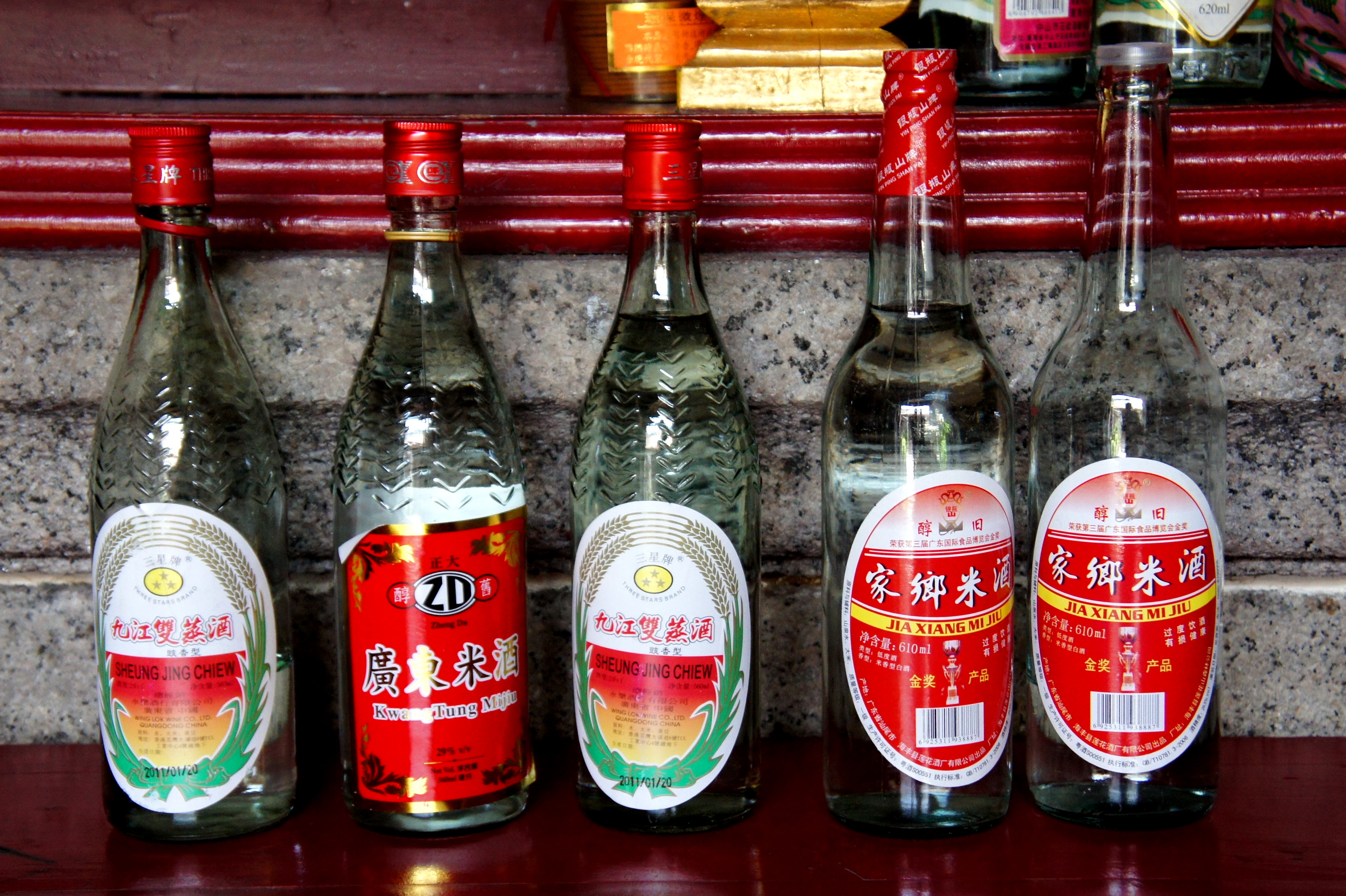
中國白米酒

水稻仍然是中國農業和飲食的主食，對於中國的食品安全和社會穩定至關重要。中國是世界上最大的大米消費國，消費量約佔全球總消費量的30%。大米是中國人日常飲食的基本組成部分，特別是在南方地區。根據報告，中國人均大米消費量超過100公斤，是世界平均水平的兩倍。
然而，中國的大米消費模式正在發生變化。隨著經濟的快速發展和城鎮化進程的加快，中國的飲食習慣也在發生改變。越來越多的城鎮居民開始轉向消費小麥製品、肉類和乳製品，這導致了大米消費增長的放緩。此外，隨著人們健康意識的提高，對於有機大米和低農藥殘留大米的需求也在增加。
中國政府對大米市場進行了嚴格的監管，以確保食品安全和市場穩定。政府通過糧食儲備和價格支持政策來調控市場，並鼓勵農民提高生產效率。此外，政府還推動了現代農業技術的應用，如雜交水稻和機械化種植，以提高單產和總產量。
雖然中國是大米的主要消費國，但大米在不同地區和社會階層中的消費模式有所不同。在南方地區，大米是主要的主食，而在北方地區，小麥製品如麵條和饅頭更為普遍。此外，隨著生活水平的提高和飲食多樣化的趨勢，中國消費者對於高品質和多樣化大米產品（例如米酒）的需求也在增加。

## 挑戰
考慮到中國的大米生產和消費規模，以及國家對糧食自給自足的重視，確保國產大米的安全和質量對於國家糧食安全和公共健康至關重要。水稻生產中的各種因素會影響食品安全和質量，涵蓋動物、植物和環境方面。

### 農藥殘留
農藥殘留對中國的水稻生產有重大影響。一項研究報告稱，2016年至2020年間，稻米樣品中的殘留檢測率從39.15%下降到34.11%，但殘留量仍偶爾超過最大殘留容許限值。雖然化學農藥通過控制病蟲害提高了產量，但過度使用農藥對食品安全構成重大風險。例如，某些農藥如氯吡硫磷和甲基對硫磷已被證明會對人體的神經系統和其他器官造成損害。此外，農藥的過度使用還可能導致土壤和水體的污染，對環境和生態系統造成長期的負面影響。

### 過度使用化肥
化肥在提高中國水稻產量方面起著關鍵作用，特別是氮肥被廣泛用於促進植株的生長，以滿足人口增長和有限耕地的需求。中國的氮肥消費量佔全球的近三分之一。氮對於處於分蘗期的植物生長至關重要，磷有助於早期根系發育，而鉀則在生殖期增強莖稈和提高抗病性。
然而，過度使用化肥會導致一系列問題。首先，營養失衡會增加病蟲害的發生率，因為營養過剩會促進植物快速但不健康的生長，降低其天然的抗病性。這使得農民需要使用更多的農藥，進一步增加了食品安全和環境風險。  
此外，過度使用氮肥導致氮素利用效率下降，環境中氮素流失增加，並引發土壤酸化和土壤肥力下降。磷肥的過量使用導致水體富營養化，進而引發有害藻華爆發。鉀肥的過度應用則可能阻礙水稻吸收鎂和鈣。化肥中的重金屬污染物，如鎘、鉛和砷，會在水稻中積累，對人類健康構成風險。特別是在水種的情況下，這些重金屬更易被植物吸收，進而進入食物鏈。

### 重金屬
稻米比其他作物如小麥更易積累重金屬，這些金屬的生物累積和毒性特性引起了重大食品安全問題。重金屬如鎘和砷特別令人擔憂，因為它們與癌症、高血壓和神經系統疾病有關，即使在低於食品安全標準的水平上也有健康風險。這些重金屬主要通過受污染的灌溉水、化肥、農藥和污泥進入水稻生產系統。  
重金屬的污染不僅影響稻米的質量，還會對環境和生態系統造成長期的負面影響。當重金屬積累在土壤中時，會損害土壤的肥力和微生物群落，改變生態功能。此外，重金屬污染的稻米被用作動物飼料時，會通過食物鏈進一步影響人類健康。例如，當奶牛攝入含有重金屬的飼料時，這些金屬會在牛奶中積累，對消費者構成健康風險。

### 霉菌毒素
霉菌毒素如黃曲霉毒素、赭曲霉毒素A和玉米赤霉烯酮對水稻構成重大食品安全挑戰。黃曲霉毒素是一類高度致癌的黴菌毒素，被國際癌症研究機構列為一類致癌物，即對人類有充分的致癌性證據。黃曲霉毒素主要由黃曲霉（Aspergillus flavus）和寄生麴黴（Aspergillus parasiticus）產生，這些黴菌在高溫高濕的環境中生長良好，因此中國南方的溫暖潮濕氣候特別容易導致黃曲霉毒素污染。霉菌毒素對人類健康有多種不良影響。黃曲霉毒素B1是最常見且毒性最強的一種，主要影響肝臟，並且已證實與肝癌有密切關聯。特別是在中國，肝癌的高發病率部分歸因於黃曲霉毒素污染與高流行率的乙型肝炎病毒感染的相互作用。乙型肝炎在中國的流行率較高，這使得黃曲霉毒素污染的風險更加嚴重

### 作為動物飼料
中國的稻草和糠等水稻副產品常用作動物飼料，但如果未經適當處理，可能含有重金屬、農藥和霉菌毒素，影響動物健康和人類安全。研究指出，餵食含砷的米糠會導致動物組織中砷的積累，對消費者健康構成風險。此外，當奶牛食用含有黃曲霉毒素的飼料時，黃曲霉毒素B1會轉化為黃曲霉毒素M1並排泄到牛奶中，對人類健康構成進一步的風險。。長期攝入黃曲霉毒素會導致奶牛產奶量下降、肝損傷、免疫系統削弱和繁殖能力下降，對乳業和養殖業造成經濟損失。

## 未來發展

### 基因改造
中國的基因改造水稻通過提高抗旱性、抗病性和產量潛力來增強糧食安全和農業可持續性。基因改技術改善了水稻的多種性狀，如抗逆性和產量潛力，並通過先進的遺傳技術促進了抗逆品種的開發。然而，基因改水稻也帶來了環境風險，如基因流向非基因改作物和野生親緣，這需要進行全面的風險評估和健全的管理策略。

### 氣候變化的應對
水稻生產面臨氣候變化所引發的主要挑戰包括水資源短缺、病蟲害和土壤退化。氣候變化帶來的極端天氣事件，如乾旱和洪水，對水稻生產造成嚴重影響。此外，水資源短缺成為全球許多地區水稻生產的一個嚴重問題，特別是在亞洲的主要水稻生產國。
為應對這些挑戰，科學家和農民正在探索多種策略，如開發抗逆性品種、改進水資源管理技術和推廣綠色農業實踐。雜交水稻技術在提高產量和抗病性方面取得了顯著成效，特別是在中國。此外，精確農業技術，如使用傳感器和遙感技術進行土壤和作物監測，幫助農民更有效地管理水資源和養分。